# Kroatische Militärgrenze

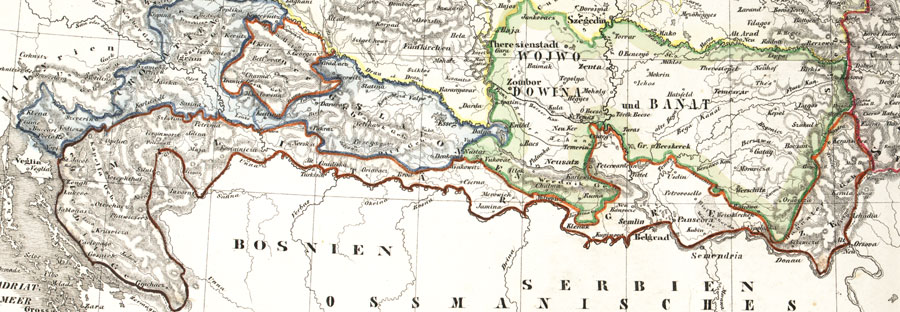
Militärgrenze (braune Umrandung)

Die Kroatische Militärgrenze (kroatisch Hrvatska Vojna krajina) ist ein Gebiet, das während der Personalunion Kroatiens mit dem Königreich Ungarn nach ursprünglicher Initiative von Ferdinand I. 1538 entlang der Grenze des Habsburgerreiches mit dem Osmanischen Reich als Teil der Militärgrenze gebildet wurde.
Sie existierte in unterschiedlichen Formen bis 1882, als das Gebiet in das Königreich Kroatien und Slawonien eingegliedert wurde.

## Geografie
Dieser Teil der Militärgrenze umfasste die historischen Regionen der Lika, Kordun und Banija (Banovina) und grenzte am Adriatischen Meer an die Republik Venedig im Süden, Habsburger Kroatien im Westen, und das Osmanische Reich im Osten.
Es grenzte an die Slawonische Militärgrenze nahe der Mündung der Una in die Save. Wie der Rest der Militärgrenze existierte es bis in das späte 19. Jahrhundert als politische Einheit.

## Gliederung und Regimenter
Die kroatische Militärgrenze bestand aus drei Teilen: dem Varaždiner Grenzland (Bilogora und Podravina), dem Grenzland von Karlovac (Lika und Kordun) und dem Zagreber Grenzland (Banija/Banovina).
- Karlstädter Grenzland (Karlovac)
  - I. Likaner Regiment (Lika) (ab 1769: No. 60)
  - II. Ottochaner Regiment (Otočac) (No. 61)
  - III. Oguliner Regiment (Ogulin) (No. 62)
  - IV. Szluiner Regiment (Slunj) (No. 63)
- Warasdiner Grenzland (Varaždin)
  - V. Kreutzer Regiment (Križevci) (No. 64)
  - VI. St. Georger Regiment (Đurđevac) (No. 65)
- Banater Grenzland (Banovina)
  - X. Erstes Banater Regiment (No. 69)
  - XI. Zweites Banater Regiment (No. 70)

## Befehlshaber der Kroatischen Militärgrenze
1. Johann Fernberger von Auer (1578–1579)[1]
2. Weikhard Freiherr von Auersperg (1579–1580)[2]
3. Jobst Joseph Graf von Thurn (1580–1589)[3]
4. Andreas Freiherr von Auersperg (1589–1593)
5. Georg Freiherr Lenkovic / Juraj barun Lenković (1593–1601)[4]
6. Veit Freiherr Khisl / Vid barun Kisel (1601–1609)[5]
7. Wolff Freiherr von Eggenberg (1609–1614)
8. Adam Graf von Trauttmansdorff (1615–1617)
9. Marquart Freiherr von Eck und Hungersbach (1617–1618)[6]
10. Gottfried von Stadel (1618–1622)
11. Rudolf Freiherr von Paar (1622–1626)
12. Wolf Christoph Graf Frankopan von Tersatz/Vuk II. Krsto Frankopan Tržački (1626–1652)
13. Herbard Graf Auersperg (1652–1669)
14. Johann Joseph Graf von Herberstein (1669–1689)
15. Karl Eugen Herzog von Croy (1689–1694)
16. Franz Karl Fürst von Auersperg (1694–1701)
17. Hannibal Alphons Emanuel Fürst von Porcia (1701–1709)[7]
18. Joseph Graf Rabatta (1709–1731)[8]
19. Franz de Paula Graf von Stubenberg (1731–1740)
20. Johann Georg Graf Herberstein (1740–1744)
21. Josef Maria Friedrich Wilhelm Herzog von Hildburghausen (1744–1748)
22. Leopold Freiherr von Scherzer (1748–1754)
23. Benvenuto Sigmund Graf von Petazzi (1755–1763)
24. Philipp Levin Freiherr von Beck (1763–1768)
25. Franz Freiherr von Preis (1768–1771)
26. Wenzel Freiherr Kleefeld von Hynogek / Vjenceslav Kleefeld Freiherr von Hnojek (1771–1777)
27. Samuel Graf Gyulay (1777–1786)
28. Joseph Nikolaus Freiherr von Vins (1786–1790)
29. Johann Graf Erdődy / Ivan Graf Erdődy (1790–1791)
30. Franz Wenzel Graf von Kaunitz-Rietberg (1791–1799)
31. Chernell von Chernellhasa (1799–1807)[9]
32. Johann Freiherr von Hiller (1807–1809)
33. Christoph Freiherr von Lattermann (1809)
34. Claude Carra Saint-Cyr (1809–1810) – napoleonische Verwaltung
35. Alexis-Joseph Delzons (1810–1812) – napoleonische Verwaltung
36. Bernard Freiherr Pourailly (Januar–Dezember 1812) – napoleonische Verwaltung
37. Jean-Baptiste Jeanin (1813) – napoleonische Verwaltung
38. Paul Freiherr von Radivojevich / Pavao barun Radivojević (1814–1829)
39. Wenzel Alois Graf Vetter von Lilienberg (1829–1831)
40. Demeter Freiherr Radossevich von Radoss / Dmitar barun Radošević od Radoša (1831–1832)
41. Franz Freiherr von Vlassits / Franjo barun Vlašić (1832–1840)